# Charly Léonard
Pour les articles homonymes, voir Léonard et Charly Léonard.
Charly Léonard (ou Charles Léonard), né le 16 février 1894 à Saint-Gilles (Belgique) et mort le 23 novembre 1953 à Uccle (Belgique), est un artiste-peintre belge réaliste. Il peint des paysages, des intérieurs, des figures et des natures mortes.

## Biographie
Charles Jean Henri Léonard, né à Saint-Gilles le 16 février 1894, est le fils de Léon Léonard, encaisseur, et de Marie Burny. Il épouse l'artiste peintre Luce Versluys en 1937.
Le peintre suit des cours du soir à l’Académie royale des beaux-arts de Bruxelles notamment sous l'enseignement du peintre Alfred Bastien. Il devient d'ailleurs son collaborateur pour le Panorama du Congo à l’Exposition universelle de 1913 à Gand.
Engagé volontaire dès août 1914 dans l'armée belge au début de la Première Guerre mondiale, il réalise de nombreuses peintures du front de l'Yser. Après la Grande guerre, de 1920 à 1921, il collabore avec Alfred Bastien au Panorama de la bataille de l'Yser, peinture monumentale (115 m de long sur 14 m de haut) commandée par le roi Albert Ier. Charly Léonard, volontaire de guerre comme Alfred Bastien est l'un des quatre artistes peintres qui s’attellent à cette œuvre gigantesque. Il est chargé de l'exécution des paysages et du ciel. Ce travail prendra presque un an pour son exécution.
En 1936-1937, il peint, toujours sous la direction d'Alfred Bastien, une autre toile d'ampleur : le Panorama des batailles de la Meuse.
Plus tard, Charly Léonard voyage aux Pays-Bas, en France et surtout en Espagne dans ses dernières années. Sa palette s'en trouve allégée et il découvre en particulier en Espagne de sobres harmonies de beige et de bleu. En Belgique, il représente des marines, les paysages autour du Rouge-Cloître et d’Uccle, en Ardenne, ainsi que des intérieurs de fermes en Campine avec le souci de les idéaliser.

## Distinctions belges
- Officier de l'ordre de Léopold avec glaives.
- Chevalier de l'ordre de la Couronne.
- Médaille de l'Yser.
- Croix de guerre 14-18 avec palmes.
- Croix du feu.